# Zbigniew Dydek
Zbigniew Roman Dydek (ur. 9 sierpnia 1923 w Brzozowie, zm. 16 grudnia 1991) – polski działacz społeczny i polityczny związany z Podkarpaciem, poseł na Sejm PRL V kadencji (1969–1972). 

## Życiorys
Był synem Stanisława (1889–1966, sędziego, wiceprezesa sądu wojewódzkiego) i Józefy (1887–1940). W czasie II wojny światowej walczył w partyzantce na Podkarpaciu. Absolwent Liceum Ogólnokształcącego w Brzozowie z 1945. Po zakończeniu działań wojennych pracował m.in. w Banku Rolnym oraz Państwowej Komunikacji Samochodowej. Kształcił się na studiach prawniczych. W 1948 przystąpił do Stronnictwa Demokratycznego. Był sekretarzem Towarzystwa Naukowego w Rzeszowie (1959–1962). Od 1961 od 1969 pełnił funkcję wiceprzewodniczącego prezydium Miejskiej Rady Narodowej w Rzeszowie. W latach 1966–1971 był przewodniczącym, a następnie do 1973 sekretarzem Wojewódzkiego Komitetu SD w Rzeszowie; w 1972 zasiadł w Centralnej Komisji Rewizyjnej partii.
W 1969 został dyrektorem Oddziału Wojewódzkiego Powszechnej Kasy Oszczędności. W tym samym roku uzyskał mandat posła na Sejm z okręgu Krosno. Zasiadał w Komisjach Budownictwa i Gospodarki Komunalnej oraz Planu Gospodarczego, Budżetu i Finansów. Po odejściu z pracy parlamentarnej objął funkcję wicedyrektora Muzeum Okręgowego w Rzeszowie. W latach 80. organizował w Rzeszowie Obywatelski Komitet Ocalenia Narodowego, był też wiceprezesem tamtejszej Rady Miejskiej Patriotycznego Ruch Odrodzenia Narodowego.

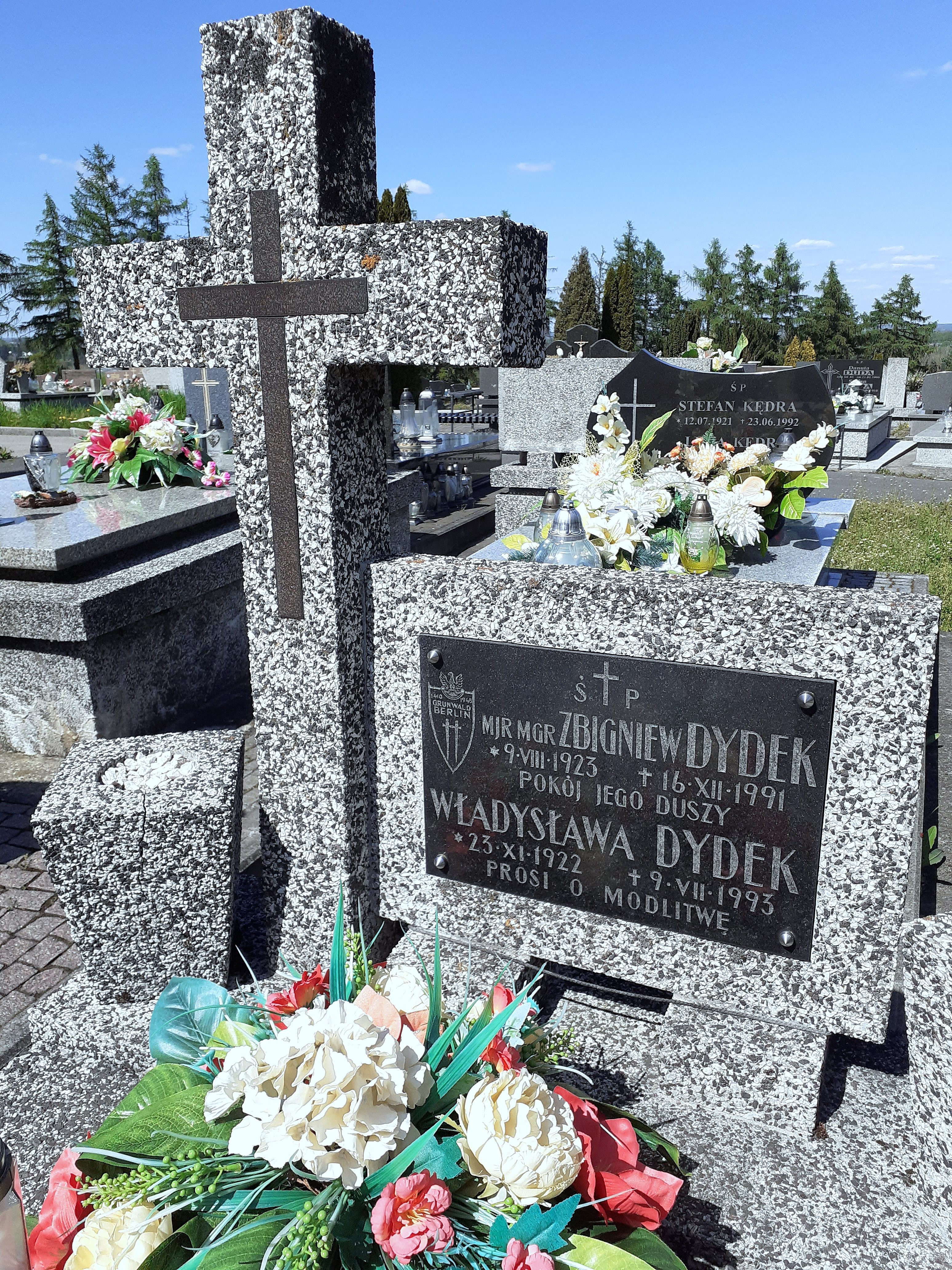
Grobowiec Zbigniewa i Władysławy Dydków

Odznaczony Krzyżem Walecznych (dwukrotnie), Medalem za Zwycięstwo nad Niemcami w Wielkiej Wojnie Ojczyźnianej 1941–1945, Złotym i Srebrnym Krzyżem Zasługi, a także Krzyżem Kawalerskim Orderu Odrodzenia Polski. Pochowany na cmentarzu Wilkowyja w Rzeszowie.